# Rhabdomastix sagana
Rhabdomastix sagana là một loài ruồi trong họ Limoniidae. Chúng phân bố ở miền Australasia.